# Я бажаю (Цілком таємно)
Я бажаю (Je souhaite) — 21-й епізод сьомого сезону серіалу «Цілком таємно». Епізод не належить до «міфології серіалу» — це монстр тижня. Прем'єра в мережі «Фокс» відбулася 14 травня 2000 року.
У США серія отримала рейтинг Нільсена, рівний 8.2, це означає, що в день виходу її подивилися 12.79 мільйона глядачів.

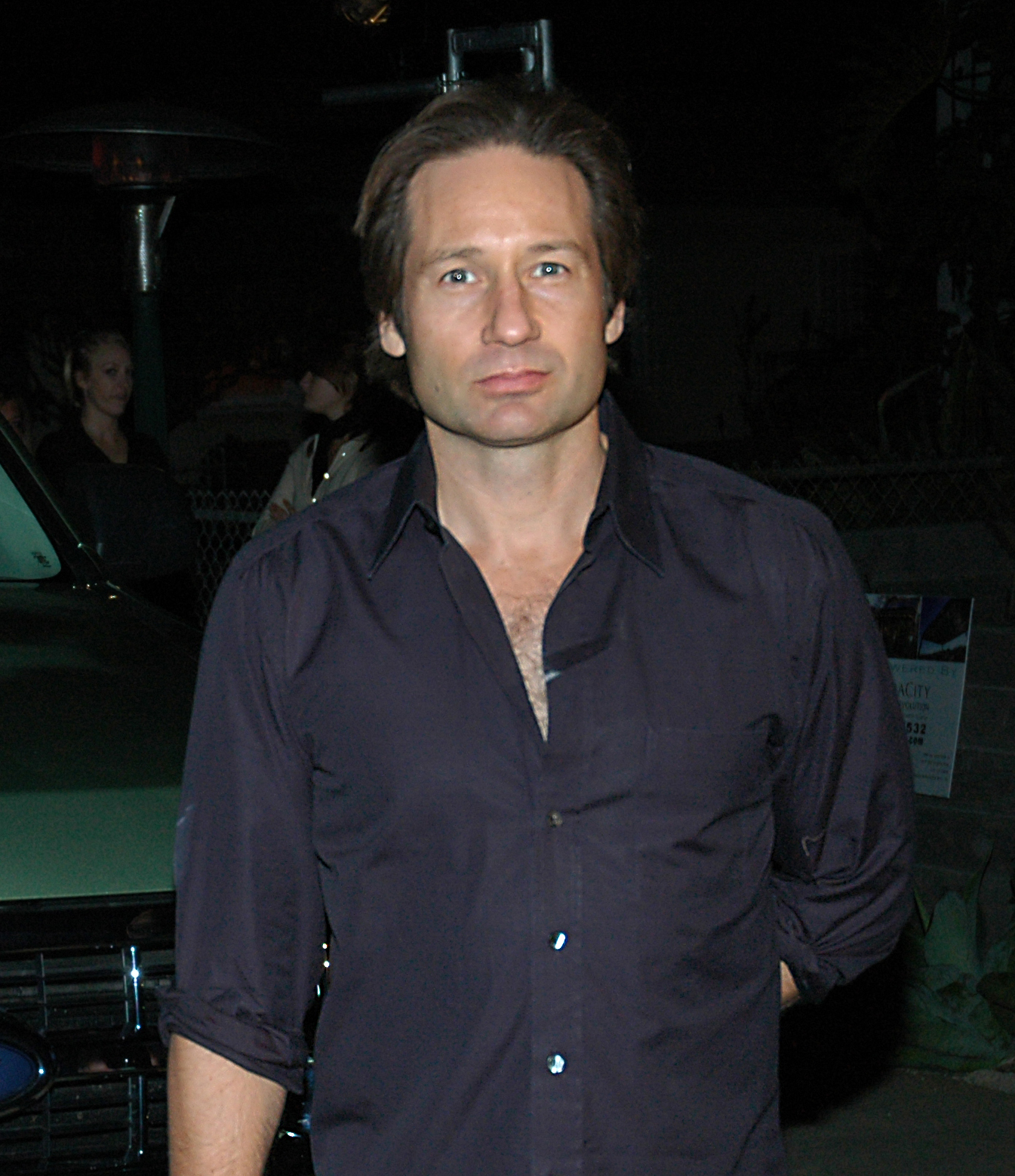

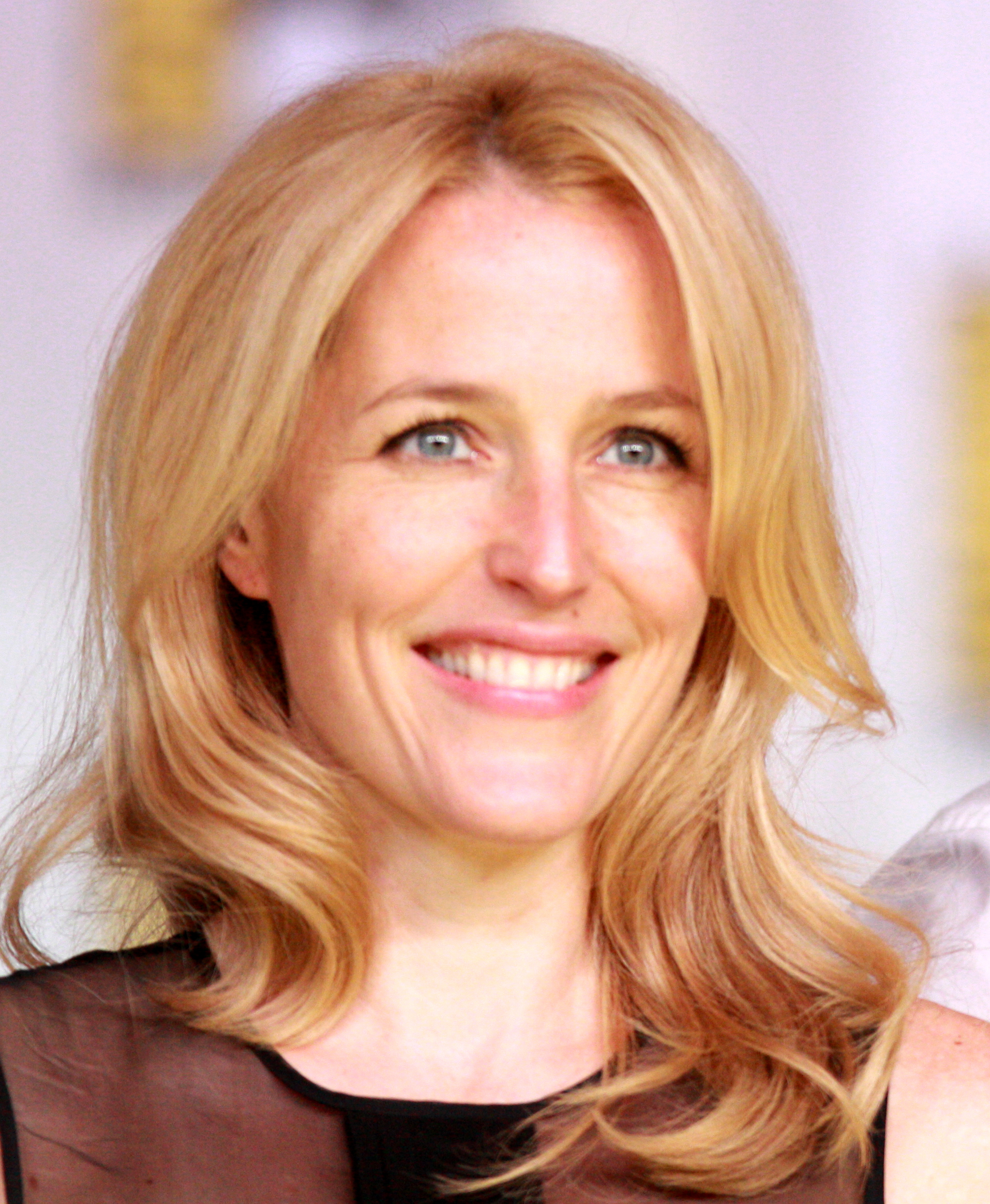

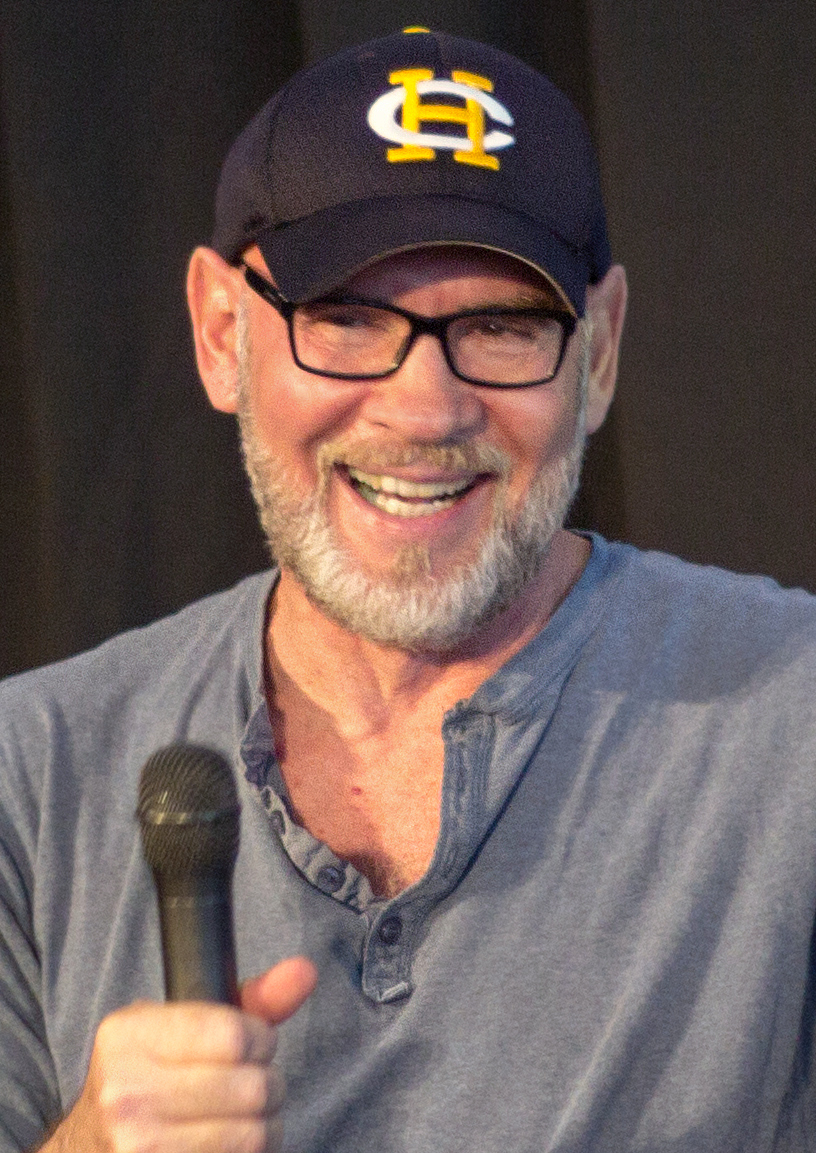

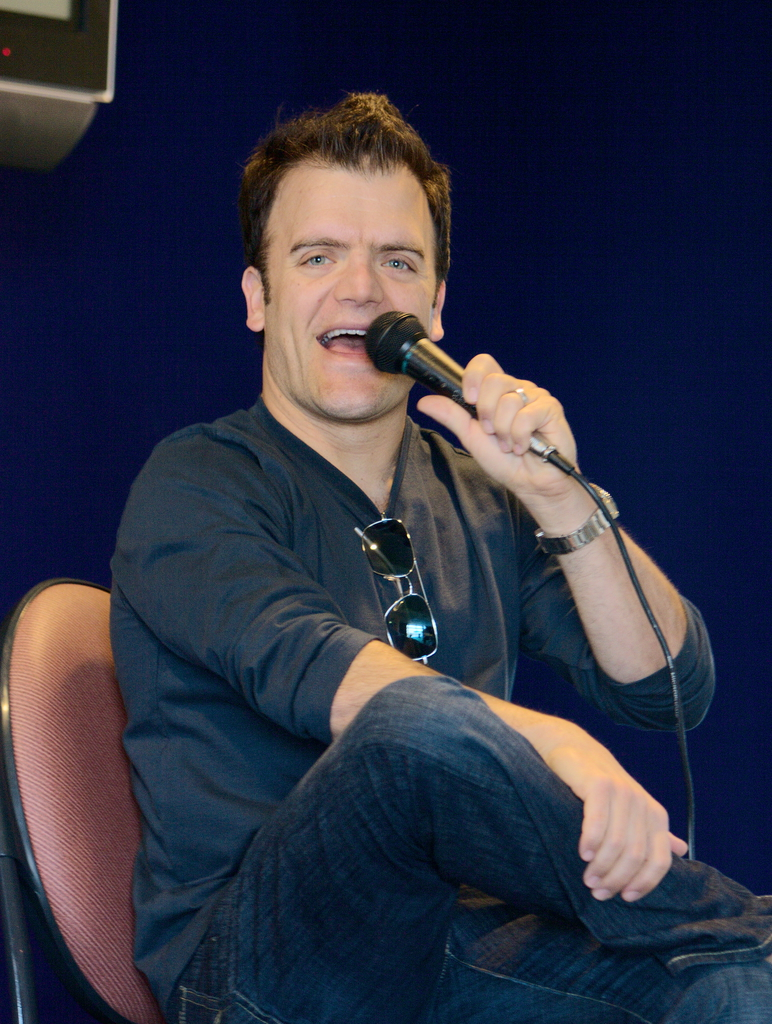

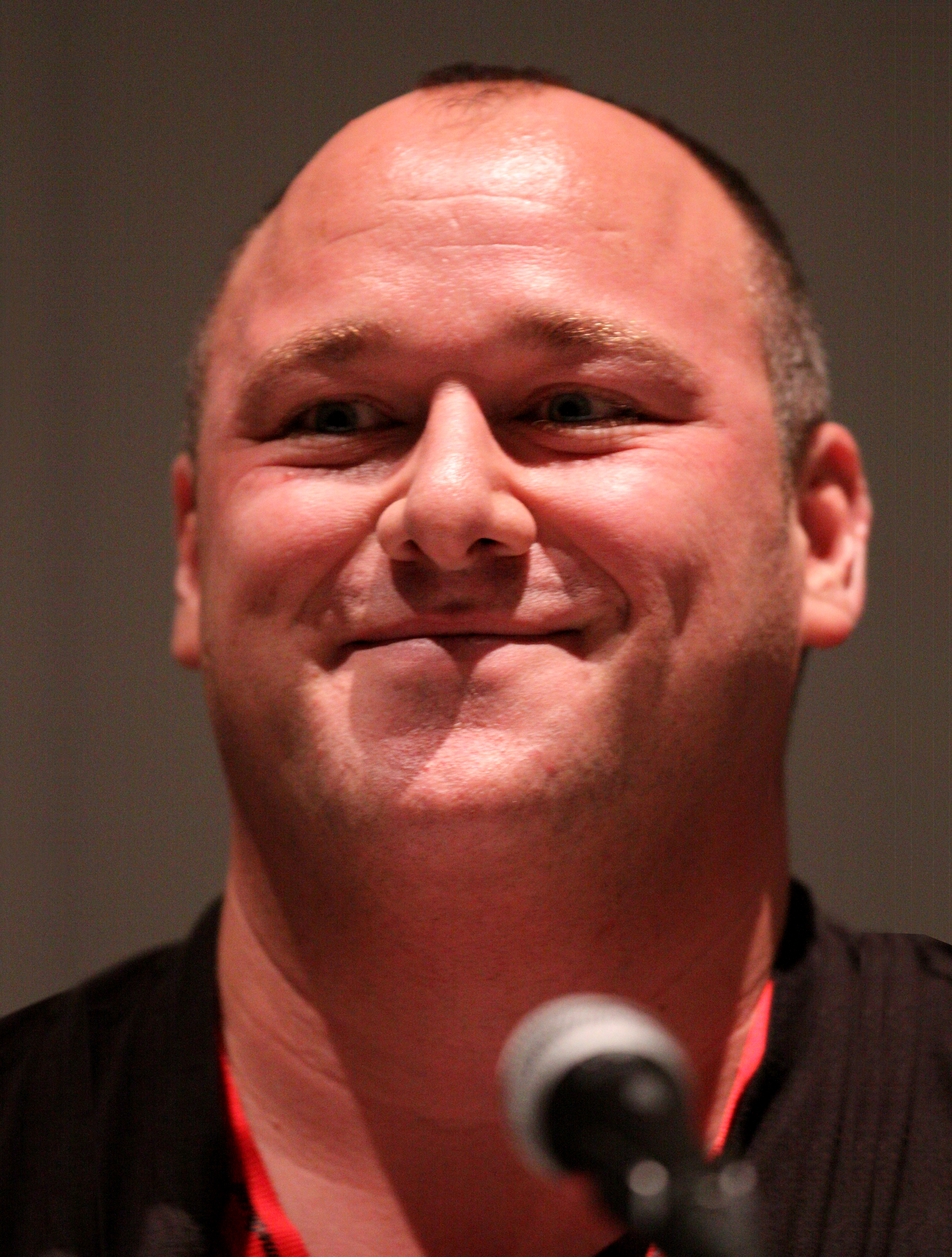

Малдер і Скаллі зустрічають людину, що живе з братом-інвалідом, це приводить агентів до байдужого джинна, чия готовність виконувати бажання суперечить його глибинним мотивам.

## Зміст
Істина поза межами досяжного
У Крів-Кер біля Сент-Луїса Енсон Стоукс, апатичний працівник при складі зберігання, отримує прочухана від свого боса, і доручення — щоб вичистити старий й запорошений склад для зберігання. На його подив, в приміщенні він виявляє жінку, загорнуту в килим. Його шеф приходить перевірити; поки він кричить на Енсона, його рот зникає.
Агенти Фокс Малдер і Дейна Скаллі говорять з босом Джеєм Гілмором після операції з утворення нового рота, що залишило його спотвореним і із мовною недостатністю. Вони допитують брата Стоукса Леслі у їхньому мобільному будинку, біля якого незрозумілим чином є великий човен у крихітному передньому дворі. Жінка з контейнера для зберігання знаходиться на кухні братів Стоукс. Малдер і Скаллі обшукують контейнер і знаходять старі антикварні речі та фотографії попереднього власника з жінкою із квартири.
Жінка виявляється джином. Стоукс злиться, що він змарнував свої перші два бажання. Раніше Енсон бажав, щоб його бос припинив розмову (що змусило рот Гілмора зникнути) і човен. Однак для човна нема води, і Стоукс все ще змушений платити за нього податки. Джин пропонує, що Енсон повинен дати своєму братові з обмеженими фізичними можливостями можливість ходити, як його третє бажання; але він натомість бажає, щоб отримати здатність стати невидимим. Енсон, тепер невидимий, вибігає на вулицю і його збиває вантажівка, коли він переходить дорогу. Згодом через невидиме тіло перечіплюється велосипедист.
Скаллі намагається зробити розтин невидимого тіла, попередньо покриваючи його порошком. Тим часом Малдер досліджує власника контейнера. Він дізнається, що чоловік на знімку був надзвичайно багатим і щасливим протягом короткого періоду, перш ніж він помер з гігантським пенісом. Малдер вважає, що жінка на знімку відповідає за все, і визначає, що вона джин. Малдер йде до резиденції Стоукса і просить Леслі передати її, вважаючи, що жінку тримають у коробці. Однак виявляється, що її немає в коробці, а знаходиться вона в килимку, який Стоукс знайшов ще у сховищі, де Малдер також знаходить фотографії джинії поруч із Беніто Муссоліні в 1930-х і з Річардом Ніксоном у 1960-ті — двоє чоловіків, які мали багато влади, а потім втратили її.
Леслі заволодіває джинією і просить повернути його брата до життя. Енсон повернений, але як зомбі, що гниє, від травм внаслідок аварії. Друге бажання Леслі полягає в тому, щоб Енсон заговорив. Енсон кричав на увесь голос і говорив братові, що йому холодно. Повернувшись до моргу, Скаллі виявляє, що тіло зникло, і Малдер підозрює, що це сталося через бажання Леслі. Вони йдуть до трейлера Стоукса і приїжджають саме тоді, коли Енсон підірвав будинок, намагаючись розпалити піч, при спробі зігрітися.
Малдер ставить під сумнів слова джинії, яка каже, що їй 500 років. За її словами, вона здобула здатності, побажавши великої сили та довгого життя від іншого джина. Вона також каже, що Малдер розгорнув її, тому він тепер має три власні бажання. Малдер бажає миру на землі, і вона знищує все людське населення, крім нього. Зі своїм другим бажанням Малдер відмовляється від свого першого бажання. При цьому джинія переносить до Малдера нараду у Скіннера.
Потім Малдер записує своє третє бажання — воно має бути дуже конкретним. Однак безпосередньо перед тим, як загадати останнє бажання, Скаллі допомагає Малдеру зрозуміти — що сила джина не повинна використовуватися, щоб змусити людей бути добрими. Тому Малдер побажав, щоб джинія була вільною.

## Зйомки
Епізод, назва якого французькою мовою означає «я бажаю», був написаний та режисований Вінсом Гілліганом. Гілліган зазначив, що з самого початку він завжди мав намір режисувати епізод, але продовжував відкладати його, бо вважав, що недостатньо знає. Коли 7-й сезон наближався до кінця, Вінс вирішив нарешті зняти епізод, оскільки побоювався, що це може бути останній сезон серіалу. Спочатку первісний сценарій Гіллігана був «суворим і страшним». Зрештою він передумав і подав більш легку історію про джина.
Незабаром Гілліган звернувся до Картера за відгуками. Картер був вражений історією, сказавши: «Вінс бавився з кимось, знаходив щось у шафі для зберігання. Він вирішував між кількома різними ідеями, і одного разу прийшов з ідеєю джина і трьома бажаннями. Я відразу помітив, що стосунки між Малдером та джином були дуже солодкими». Після доопрацювання сценарію Гілліган почав переживати, що він «намалював себе в кутку»: «Я не мав наміру писати важкий епізод для режисури… Але до того, як зрозумів це, я підірвав причіп, коли вантажівка наїхала на невидимого чоловіка, і всілякі джинові ефекти… Я подивився всіх людей на знімальному майданчику… і подумав: „О, чоловіче, я буду викритий як самозванець“». На щастя, акторський склад та команда допомогли режисерові полегшити свою роботу.
Сцена, в якій Скаллі застосовує жовтий порошок до невидимого тіла, зроблена з поміччю різної цифрової техніки. Перший кадр сцени використовував блакитну голову Кевіна Вайсмана — актора, який зобразив Стоукса. Потім Джилліан Андерсон додала жовтий пил «на тіло». Другий момент використовував контроль руху, щоб точно підібрати фільм до попередньо знятої сцени. Потім Андерсон намагалася поєднати її рухи, щоб, з'єднавши два уривки на етапі монтажу, створити ілюзію одного цілого. Врешті-решт, були зняті різні світлини блакитної голови, причому синій колір був видалений за допомогою кольорової маніпуляції. Пізніше Пол Рабвін назвав сцену дуже ефективною.
Під час епізоду Малдер показує Скаллі кілька фрагментів архівних кадрів Річарда Ніксона та Беніто Муссоліні, на яких присутній джин. Для того, щоб створити сцену з Ніксоном, продюсерська команда використала справжній кліп про нього, його дружину Пет та дочку Трісію. Потім команда доробляла відзняте, щоб замінити певні деталі, а дочку Ніксона «вирізали», аби звільнити місце для джина. Потім Полу Зорге, яка зіграла роль Дженн, було екранізовано на блакитному екрані, а наступний кадр «зіпсовано», щоб правильно поставити момент. Потім сцени поєднувались.
Під час сцени, коли Малдер бродить на пустельній міській вулиці, виробничій групі довелося закрити 8 кварталів у центрі Лос-Анджелеса. «Єдиний практичний спосіб зробити це — стріляти в неділю вранці, коли навряд чи хтось виходив на вулицю. Зйомки сцени пройшли не так, як планувалося: бездомний „пройшов прямо через… ідеальний дубль“» — за словами продюсера Гаррі Брінга. На щастя, виробнича група змогла використати цифрові технології для стирання постаті чоловіка під час постпродукції.

## Показ і відгуки
«Я бажаю» вперше вийшов в ефір у США 14 травня 2000 року. Він отримав рейтинг Нільсена 8,2 з часткою 13, що означає — приблизно 8,2 % усіх домогосподарств, обладнаних телевізором, і 13 % домогосподарств, що дивляться телевізор, налаштувалися на епізод. Його переглянули 12,79 млн глядачів. Епізод показаний у Великій Британії і Ірландії по «Sky One» 6 серпня 2000 року і його переглянуло 0,72 мільйона глядачів.
Епізод отримав переважно позитивні відгуки. Емілі Вандерверф з «The A.V. Club» відзначила епізод «A–» і назвала його своїм «улюбленим епізодом сьомого сезону», і вона бажала, щоб «це був фінал серіалу» для «Цілком таємно». Вандерверф стверджувала, що епізод володів «теплотою і ніжністю», якої бракувало протягом наступних двох сезонів, після того, як Духовни залишив серіал як штатний актор. Вона дійшла висновку, що «геній „Je Souhaite“ полягає в тому, як він охоплює властиві йому дивацтва світу, в якому відбувається це дійство». Роб Брікен з «Topless Robot» про епізод так написав: «Найкращий момент: коли Скаллі, завжди скептична, починає намагатися раціоналізувати своє дослідження невидимого тіла, Малдер роздратовано відповідає: „ О!“ Це те, що більшість із нас роками думали про відмову Скаллі визнати всі дивні дурниці, які вона бачила».
Роберт Ширман та Ларс Пірсон у книзі «Хочемо вірити: критичний посібник з Цілком таємно, Мілленіуму та Самотніх стрільців» оцінили епізод 5 зірками з п'яти. Вони похвалили написання і відзначили, що «якби (Je Souhaite) був остаточним самостійним епізодом серії, як це могло б бути, то й це було б доречним… він знаменує кінець епохи, це прекрасна нота блаженства, яку серіал ніколи не зможе знову повторити» Пола Вітаріс з «Cinefantastique» дала епізоду помірно позитивний відгук і нагородила його 2.5 зірок із чотирьох. Вона назвала Полу Зорге «однією з найкращих запрошених акторів сезону» і похвалила акторську гру, зазначивши, що вона передає свої репліки «з привабливістю, кусюче і чудовим темним гумором». Однак Вітаріс зауважила, що епізод «міг би працювати краще, якби складався з півгодинної зустрічі Малдера, Скаллі та Дженн», і вона жорстко критикувала стереотипне зображення запрошеним акторським складом як групи бідних жителів півдня.
Не всі відгуки були позитивними. Кеннет Сілбер з «Space.com» написав: «„Je Souhaite“ пропонує кілька смішинок, але й трохи драматизму та відсутність інтелектуальної сутності. Епізод, здається, розрахований на деякий час, поки переговори затягуються щодо контракту Девіда Духовни та майбутнього серіалу. Глядачі „Цілком таємно“ бажають — і заслужать — кращого матеріалу, ніж це „Я мрію про переробку Дженні“».

## Знімалися
- Девід Духовни — Фокс Малдер
- Джилліан Андерсон — Дейна Скаллі
- Мітч Піледжі — Волтер Скіннер
- Кевін Вайзман — Енсон Стокс
- Вілл Сассо — Леслі Стокс